# 立川市立立川第九中学校
立川市立立川第九中学校（たちかわしりつ たちかわだいきゅうちゅうがっこう）は、東京都立川市若葉町三丁目にある公立中学校。

## 概要
学校の総生徒数は、かつては1000人程であったものの、少子高齢化の進行により、現在は約300人ほどにまで漸減している。

## 制服
全般
白Yシャツを着用している。
夏服
男子の場合白Yシャツを、女子の場合白Yシャツとベストを着用。ズボン、スカートは夏用のものを用いる。
冬服
男女ともブレザーを採用。男子の場合、白Yシャツの上に羽織る。また、ネクタイ着用。女子の場合、白Yシャツの上に着たベストの上に羽織る。また、リボン着用。防寒着として、ブレザーの下にセーター、ベストの着用、登下校時にオーバー、コートの着用が許可されている。ズボン、スカートは冬用のものを用いる。
ポロシャツ
紺色、白色の二種類があり夏服と同じ扱いとなっている。スカート、ズボンは夏用のものものを用いる。

## 行事
4月
始業式
入学式
離任式
生徒総会
5月
音楽鑑賞教室(第2学年)
6月
体育大会
1学期末学力考査
7月
終業式
8月
始業式
9月
職場体験(第2学年)
修学旅行(第3学年)
2学期中間学力考査
生徒総会（立会演説会）
10月
校内音楽学習発表会
11月
収穫祭
2学期期末学力考査
12月
終業式
1月
始業式
2月
校外学習(第2学年)
移動スキー教室 (第1学年)
学年末学力考査
3月
校内学習発表・作品展示会
球技大会
修了式
卒業式
ただし2020年、2021年は新型コロナウイルスまん延防止措置により予定が変更されている。

## 校内音楽学習発表会
たましんRISURUホールにて実施。各学年には課題曲が設定され、又それとは別に学年ごとに9曲設定される自由曲の中からクラスごとに1曲を選び、学年ごとにクラス対抗で2曲を合唱する。
- 第1学年に設定される曲は、大澤徹訓作曲「Let's search for Tomorrow」
- 第2学年に設定される曲は、久石譲作曲「旅立ちの時～Asian Dream Song～」
- 第3学年に設定される曲は、佐藤眞作曲のカンタータ「土の歌」終曲「大地讃頌」。

（注）ただし、2020年、2021年は新型コロナウイルスまん延防止措置により例年とは異なる阻止がとられた。

## 九中農園
学校の敷地より徒歩5分ほどの場所にある農園。地域の住民の所有地であった農園を借用。第1学年次、この農園でじゃがいも、人参、西瓜、他さまざまな作物を農園の所有者の指導のもと栽培する。作物の一部は11月上旬(又は10月下旬)の収穫祭にて、PTAが調理する豚汁として生徒及び教諭が食する。
　(注)　ただし2020年、2021年は新型コロナウイルスまん延防止措置により例年とはことなる阻止がとられた。

## 校歌
まど・みちお作詞、金光威和雄作曲。変ロ長調、4分の4拍子の4拍目からスタートする弱起である。たびたび「校歌らしくない校歌」との評を受ける。これは否定の意味では無く、曲調および歌詞がほかの学校に見られる校歌と一線を画しているためである。

## 九中音頭
おもに収穫祭の時に踊られる、同校に伝わる音頭。発表は昭和末期であった。作詞・作曲は第3学年であった3人の生徒（当時）による。
生徒会に所属する生徒が中心となり踊る。太鼓を用いる。なお生徒会役員は法被を着用する。

## 部活動

### 運動部
- サッカー部
- バスケットボール部
- 女子バレーボール部
- 硬式テニス部
- 陸上部
- （野球部は2019年、顧問不在により廃部）

### 文化部
- 美術部
- 吹奏楽部
- ペン習字部

### 地域団体
以下は、部活動ではなく地域団体としての活動である。
- 水泳部
- 剣道部
- 柔道部
- 新体操部